# Lucas Santamaria
Lucas Santamaria (Madrid, 28 de abril de 2001) es un jugador español de rugby que se desempeña como pilar, juega en el C. R. Liceo Francés de la División de Honor de España y es internacional absoluto con la Selección Española.

## Carrera
Lucas Santamaría se formó en el CR Liceo Francés de Madrid. Jugador prometedor, participó en el Campeonato de Europa de la Liga de Rugby Sub-18 de 2018. Al mismo tiempo, se incorporó al centro de entrenamiento Biarritz Olympique,   donde permaneció durante cuatro años. Durante su formación en Biarritz participó en el título de España adquirido durante el Campeonato de Europa de la Liga de Rugby Sub-20 de 2021, saliendo en la final.
Al finalizar la temporada 2021-2022 participó en un partido de gala con la selección española, donde se enfrentó a los Bárbaros en el estadio El Molinón de Gijón. No retenido por Biarritz al final de su período de Espoir, abandonó el club pero permaneció en el País Vasco, incorporándose al Olympic Saint-Jean-de-Luz que jugó en la Nationale 2. Después de algunos partidos jugados al inicio de la temporada, se lesionó y tuvo que perderse varios meses. Sin embargo, pudo regresar a principios del año 2023 y disputar varios partidos del Rugby Europe International Championships 2023-24.
Para la temporada 2024-25, ficho por el Stado Tarbes Pyrénées Rugby de la Nationale 1 de Francia.

## Palmarés
- Campeonato de Europa de Rugby Sub-20 2021